# 金特羅

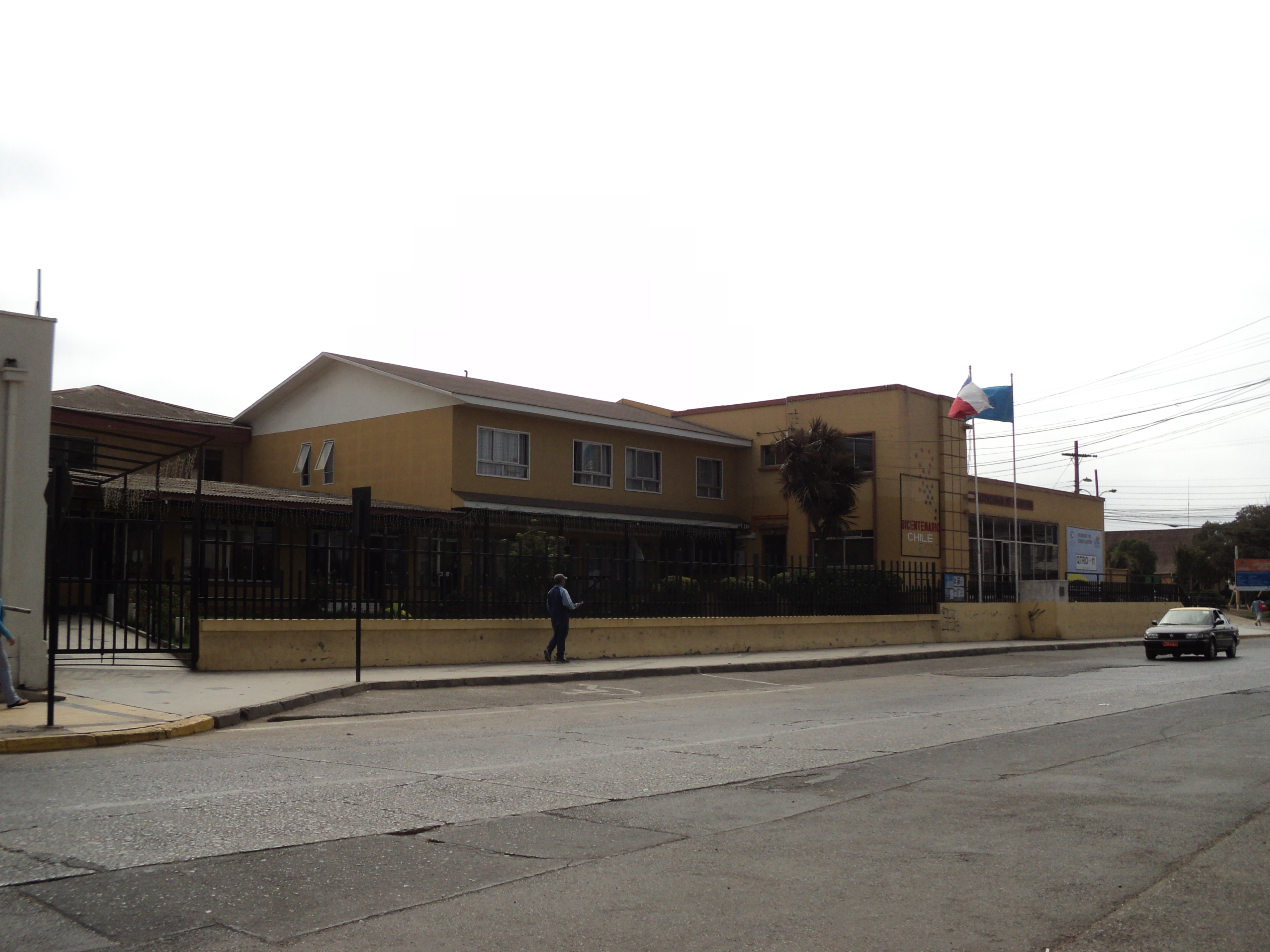

金特羅，是智利的城市，位於該國中部瓦爾帕萊索大區的瓦爾帕萊索省，始建於1536年，面積147.5平方公里，海拔高度5米，2012年人口25,299人，人口密度每平方公里170人。
32°47′S 71°32′W / 32.783°S 71.533°W